# Башунов, Владимир Мефодьевич
Владимир Мефодьевич Башунов (1946—2005) — русский поэт, редактор, член СП России.

## Биография
Родился в 1946 в пос. Знаменка Турочакского района Горно-Алтайской
автономной области. Писать начал рано. Первое стихотворение опубликовано в 1963 в областной газете «Звезда Алтая» (Горно-Алтайск).
В 1970 окончил филологический факультет БГПИ, служил в Советской Армии, работал в ельцовской районной газете, Алтайском книжном издательстве, учился на Высших литературных курсах.
В 1990—1994 редактировал газету «Прямая речь», в 1994—1997 возглавлял
журнал «Алтай». Печатался в журналах и альманахах «Наш современник», «Молодая гвардия», «Москва», «Сибирские огни», «День поэзии» и др. Стихи публиковались в Венгрии, Болгарии, Чехословакии, переведены на украинский, алтайский, казахский языки. Автор 10 поэтических сборников и 3 книг для детей, вышедших в издательствах Барнаула и Москвы. В их числе «Васильковая вода» (1975), «Живица» (1983), «Возвращение росы» (1986), «Звезда утренняя, звезда вечерняя» (1987), «Пейзаж» (1988), «Тайное свидание» (1991), «Полынья» (1998). Поэзия Башунова тяготеет к русской классической традиции; стихи лиричны, исповедальны, обращены к лучшему в душе человека.
В последние годы жизни поэт обращается к теме роли и места поэта в жизни русского общества. Многочисленны его публикации на эту тему в алтайских краевых органах печати и местных журналах. Особенно выделяются размышления о Пушкине, творческий путь которого представлен как переход от идей космополитизма и атеизма к патриотизму и православию.
В 2000 году написал слова к Гимну Алтайского края.
Последний прижизненный сборник Башунова «Третья стража» вышел в свет в мае 2004 года.
Умер в ночь с 20 на 21 февраля 2005 года в Барнауле после неудачной операции.
Похоронен на Власихинском кладбище.

В 2006 году был посмертно награждён Орденом Почета.